# کتاب عشق (فیلم ۲۰۱۶)
کتاب عشق (انگلیسی: The Book of Love) یک فیلم درام آمریکایی به کارگردانی بیل پورپل و تهیه‌کنندگی جسیکا بیل است که در سال ۲۰۱۶ منتشر شد.
این فیلم اولین نمایش جهانی خود را با عنوان اصلی خود شیطان و دریای عمیق آبی در جشنواره فیلم ترایبکا در ۱۴ آوریل ۲۰۱۶ انجام داد. این فیلم در ۱۳ ژانویه ۲۰۱۷ توسط الکتریک انترتینمنت در ایالات متحده اکران شد.

## داستان
هِنری، معماری است که پس از مرگ همسرش در یک تصادف، تصمیم می‌گیرد به یک بی خانمان نوجوان کمک کند تا….

## بازیگران
- میسی ویلیامز در نقش میلی
- جسیکا بیل در نقش پنی
- جیسون سودیکیس در نقش هنری
- مری استینبورگن در نقش جولیا، مادر پنی
- اورلاندو جونز در نقش کورنلیوس
- پل رایزر در نقش وندل

## بازخوردها
وب‌سایت جمع‌آوری نقد راتن تومیتوز، این فیلم بر اساس ۱۲ نقد، با میانگین امتیاز ۳ از ۱۰ و دارای ۸٪ تایدیه است. در متاکریتیک، این فیلم بر اساس ۶ منتقد، امتیاز ۲۷ از ۱۰۰ را به دست آورده‌است که نشان‌دهنده «بررسی‌های عموماً نامطلوب» است.